# Paul Conrath
Paul Conrath (21 de novembro de 1896 - 15 de janeiro de 1979) foi um general alemão que serviu durante a Segunda Guerra Mundial. Ele foi condecorado com a Cruz de Cavaleiro da Cruz de Ferro com Folhas de Carvalho da Alemanha Nazista.
Ele comandaria a Divisão Panzer Hermann Göring de regimento a divisão (1º de junho de 1940 - 14 de abril de 1944).

## Primeira Guerra Mundial
Conrath nasceu em Berlin-Rudow, então Reino da Prússia, em 22 de novembro de 1896. Conrath ingressaria no Exército Imperial Alemão com o 4º Regimento de Artilharia de Campanha de Guardas (4. Garde-Feldartillerie-Regiment) em 10 de agosto de 1914 como um voluntário de guerra e candidato a oficial, sendo designado para o Regimento de Artilharia de Campanha de Reserva nº 44 (Reserve-Feldartillerie -Regimento Nr. 44) em outubro de 1914 após seu treinamento básico. Ele seguiu sua unidade na Frente Ocidental na França, vendo ação em Verdun, Somme e Flandres.
Em outubro de 1916, ele foi destacado como oficial de bateria, promovido a tenente (Leutnant) em 1º de março de 1917 e logo depois foi nomeado oficial ordenança da unidade no 4º Regimento de Artilharia de Campanha de Baden nº 66 (4. Badischen Feldartillerie-Regiment nº 66). Ele manteve esta posição até o final da guerra.

## Período Entre-Guerras

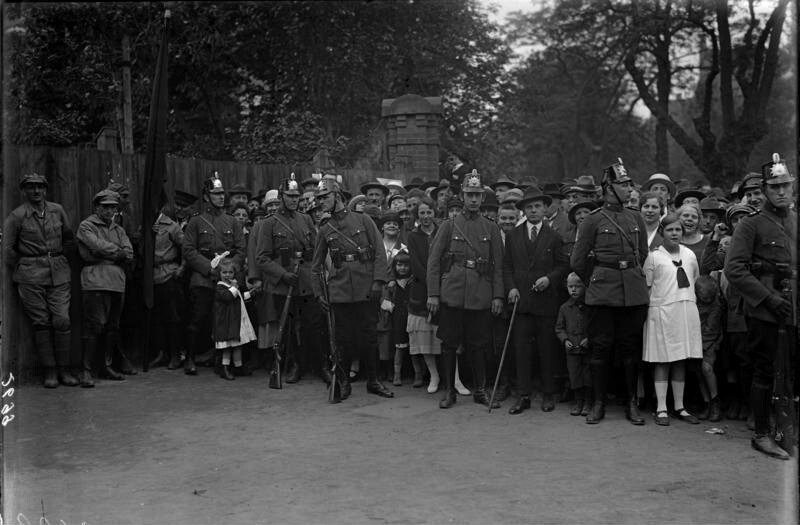
Polícia de Weimar controlando uma manifestação do KPD em Berlim, maio de 1926.

Em 20 de janeiro de 1919, Paul deu baixa do exército e, apenas um ano depois, entrou na Polícia de Segurança (Sicherheitspolizei) da Prússia em Berlim em 11 de janeiro de 1920. Lá ele foi primeiro um comandante de pelotão, depois um oficial ordenança, ajudante de unidade e finalmente um Hundertschaftführer (literalmente "comandante de cem"). Em 1930, ele foi designado para a escola de polícia em Spandau como instrutor. Em 15 de maio de 1933 , ele se tornou capitão da polícia ajudante na inspeção da polícia estadual na Alemanha Central em Halle e, mais tarde, em Magdeburgo.
Em 15 de junho de 1934, ele se tornou IIa no estado-maior do primeiro-ministro prussiano Hermann Göring, exercendo essa capacidade até 30 de setembro de 1936. Em 1º de abril de 1935, Conrath foi transferido para a aeronáutica como major e serviu como ajudante do agora Comandante-em-Chefe da Força Aérea, Hermann Göring. A partir de 1º de outubro de 1936, ele deixou o Oberkommando der Luftwaffe e tornou-se comandante de bateria no Regimento Flak 12 e 22 em Berlin-Lankwitz até 30 de setembro de 1937. Ele então assumiu como comandante do 3º Batalhão Ligeiro Anti-Aéreo (III. Leichte Flakabteilung) do Regimento General Göring (RGG) da Força Aérea; uma "guarda pretoriana" de Göring dentro da política de poder nazista, responsável pela proteção pessoal de seu homônimo, defesa anti-aérea do quartel-general de Hitler e a proteção da suntuosa propriedade de Göring em Carinhall - em homenagem à falecida primeira esposa de Göring, Carin Axelina Hulda Göring.
Este regimento ocupou um novo complexo de quartéis especialmente construído em Berlin-Reinickendorf, que foi construído com os mais altos padrões e com as mais modernas instalações. O complexo contava com mais de 120 edifícios e incluía ginásios, piscinas interiores e exteriores, áreas desportivas e correio próprio. Os soldados do Regimento General Göring eram elegantemente vestidos, em seus uniformes distintos com distintivos de colarinho brancos e faixas de manga de unidade especial (Ärmelstreifen), e se tornaram uma visão regular nas ruas de Berlim.
A partir de 1º de janeiro de 1938, ele serviu mais uma vez como ajudante-chefe do Comandante-em-Chefe da Força Aérea, General Hermann Göring, e foi promovido a tenente-coronel (Oberstleutnant) em 1º de dezembro de 1938.

## Segunda Guerra Mundial

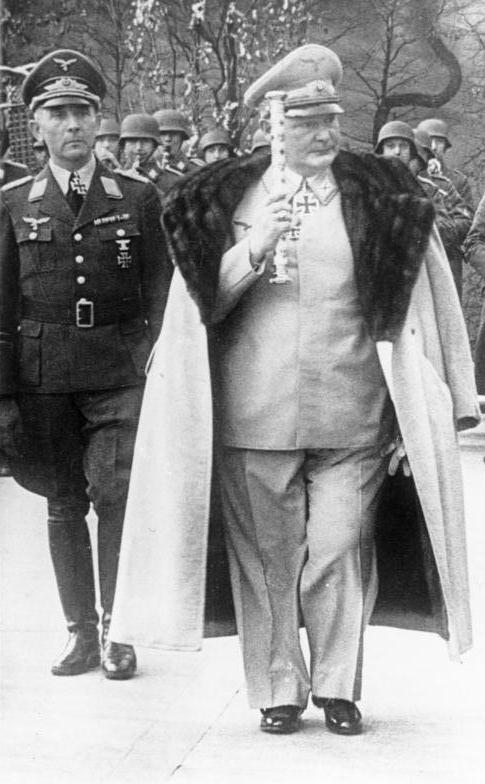
Paul Conrath (à esquerda) ao lado de Hermann Göring passando tropas em revista perto da frente (1942).

O Regimento General Göring permaneceu, à princípio, em suas funções de guarda-costas e defesa anti-aérea em Berlim, e apenas pequenos elementos entraram em ação durante a campanha da Polônia. Em 1º de março de 1940, Conrath foi promovido a coronel (Oberst) e, como integrante do RGG, entrou em combate nas invasões da Holanda, Bélgica e França. Em 1º de junho, ele foi nomeado comandante do Regimento General Göring.
Conrath liderou seu regimento, agora denominado Regimento (mot.) Hermann Göring, na Operação Barbarossa, o ataque à União Soviética em 22 de junho de 1941. A unidade esteve envolvida em combates pesados na Batalha de Brody, o cerco de Kiev e a Batalha de Bryansk; ganhando elogios e sofrendo pesadas perdas. Paul Conrath foi condecorado com a Cruz de Cavaleiro em 4 de setembro de 1941 por liderar o regimento na primeira semana da campanha russa.
De volta ao Reich, o Regimento General Göring foi reorganizado na França, sendo primeiro expandido para uma brigada em junho (Luftwaffen-Brigade "Hermann Göring") e a partir de 17 de outubro de 1942 para uma divisão. Conrath já havia sido promovido a major-general (Generalmajor) em 15 de junho de 1942. A divisão foi renomeada para Divisão Panzer "Hermann Göring" e organizada como uma divisão blindada seguindo a organização do Exército e recebendo tripulações experientes do exército, enquanto enviava um número igual de militares da Luftwaffe para o Exército para treinamento com unidades Panzer. A divisão também foi reforçada com infantaria, incluindo até 5.000 paraquedistas - entre eles os remanescentes do Fallschirmjäger-Regiment 5, dizimado na batalha aeroterrestre de Creta.
A Divisão Hermann Göring foi enviada à Tunísia durante fevereiro-março em meio à sua reorganização, enquanto o Afrikakorps tentava desesperadamente se apegar a suas posições no Norte da África. A divisão serviria ao lado de unidades do Exército, como a 334ª Divisão de Infantaria, 10ª e 15ª divisões panzer, em combates pesados contínuos contra tropas britânicas, francesas e americanas. Em 21 de agosto de 1943, Conrath recebeu as folhas de carvalho de sua Cruz de Cavaleiro pelos serviços da divisão na África. A Divisão HG foi posteriormente destruída e a maioria de seus homens capturados.
Dos restos da divisão, a Divisão Panzer Hermann Göring foi formada na Itália em maio de 1943, sendo inicialmente desdobrada contra o desembarque Aliado na Sicília. Com esta unidade, Conrath foi promovido a tenente-general (Generalleutenant) em 1º de setembro de 1943.
Em 6 de janeiro de 1944, a divisão foi renomeada Fallschirm-Panzerdivision "Hermann Göring" (Divisão Blindada-Paraquedista "Hermann Göring") e mais tarde desempenhou um papel importante na luta pelo Monte Cassino.
Em 15 de abril de 1944, Conrath foi destituído do comando em favor do Tenente-General Wilhelm Schmalz e nomeado comandante-geral das tropas de treinamento e substituição do Exército Paraquedista (Fallschirm-Armee) e, ao mesmo tempo, inspetor das Tropas Paraquedistas (Fallschirmtruppe). Ele não recebeu outro comando de linha de frente até o final da guerra. Em 1º de janeiro de 1945, ele foi nomeado General der Fallschirmtruppe. Com a rendição incondicional da Alemanha Nazista em 8 de maio de 1945, Conrath tornou-se prisioneiro dos Estados Unidos por um breve período de tempo, mas logo foi libertado.

## Condecorações
- Cruz de Ferro (1914) 2ª e 1ª classes.
- Cruz Germânica em Ouro em 18 de maio de 1944 como Generalleutnant e comandante-geral dos Ausbildungs und Ersatz Truppen (tropas de treinamento e substituição) do 1. Fallschirm-Armee (1º Exército Paraquedista).[8][9]
- Cruz de Cavaleiro da Cruz de Ferro com Folhas de Carvalho.[9]
  - Cruz de Cavaleiro em 4 de setembro de 1941 como Oberst e comandante do Flak-Regiment (motorizado) "General Göring".[10]
  - Folhas de Carvalho nº 276 em 21 de agosto de 1943 como Generalmajor e comandante da Divisão Fallschirm-Panzer "Hermann Göring".[11]
- Faixa de manga do Afrikakorps (Ärmelband Afrika).

## Carreira

### Patentes
Generalmajor

### Condecorações
| Cruz de Ferro 2ª Classe                        |
| Cruz de Ferro 1ª Classe                        |
| Folhas de Carvalho nº 276 21 de agosto de 1943 |